# Ajmonia aurita
Ajmonia aurita là một loài nhện trong họ Dictynidae.
Loài này thuộc chi Ajmonia. Ajmonia aurita được Da-xiang Song & Lu miêu tả năm 1985.